# Pomnik Walerego Goetla w Krakowie
Pomnik Walerego Goetla – pomnik znajdujący się w Krakowie, przy ulicy Jaskółczej, w dzielnicy VII, na Półwsiu Zwierzynieckim.
Popiersie Walerego Goetla, jest dziełem zaprojektowanym przez Stefana Dousę, wykonanym z blachy brązowej.
Pomnik został uroczyście osłonięty w 1983 roku.